# L.A. Guns
Die L.A. Guns sind eine US-amerikanische Hard-Rock-Band aus Los Angeles, die Ende der 1980er Jahre ihre größten Erfolge feierte.

## Geschichte

### Die frühen Jahre (1983–1987)
Die L.A. Guns wurden 1983 vom Gitarristen Tracii Guns und Schlagzeuger Rob Gardner gegründet. Zur ersten Besetzung der Band gehörten außerdem der Bassist Ole Beich und der frühere Rapidfire-Sänger Axl Rose. Rose verließ die Band noch vor den Aufnahmen zum ersten Demo und gründete die Band Hollywood Rose. Sein Nachfolger wurde Michael Jagosz, mit dem die L.A. Guns 1984 ihr erstes Demo in Angriff nahmen. Kurz darauf schlossen sich die beiden Bands L.A. Guns und Hollywood Rose bzw. die Mitglieder Tracii Guns, Rob Gardner, Axl Rose, Ole Beich und Izzy Stradlin zusammen und nannten sich fortan Guns N’ Roses. Als Tracii bei Guns N’ Roses durch Slash ersetzt wurde, gründete er die L.A. Guns erneut.
Neu zur Band gehörten nun neben Tracii der Bassist Mick Cripps, Schlagzeuger Nickey Alexander, Sänger Paul Black und der zweite Gitarrist Robert Stoddard. In dieser Besetzung machte die Band auf dem Sunset Strip auf sich aufmerksam und konnte das Interesse mehrerer Plattenfirmen auf sich ziehen. Als sie schließlich einen Plattenvertrag unterzeichneten, veränderte sich die Besetzung radikal.
1987 nahmen Gitarrist Stoddard und Sänger Black den Hut. Mick Cripps wechselte vom Bass an die Gitarre, und neu zur Band stießen Bassist Kelly Nickels und Sänger Phil Lewis. Lewis hatte zuvor mit der Band Girl auf sich aufmerksam gemacht. Nach den Aufnahmen zum Debütalbum wurde Schlagzeuger Nickey Alexander durch Steve Riley ersetzt.

### Erste Erfolge (1988–1994)
Das selbstbetitelte Debütalbum L.A. Guns erschien 1988 und schaffte es bis in die US-amerikanische Top 50. Nicht zuletzt auch durch den Erfolg von Guns N’ Roses genossen die L.A. Guns zu dieser Zeit großes Ansehen. Die Band war Teil einer neuen Rockgeneration. 1989 erschien das zweite Album Cocked and Loaded, das bis in die Top 40 der US-Charts kam. Die Single „The Ballad of Jayne“ avancierte zum größten Hit der Band und bescherte ihnen ein Goldalbum in den USA für über 500.000 verkaufter Tonträger. Eine Europatournee im Vorprogramm von Skid Row folgte. Die Band spielte daraufhin eine Cover-EP namens Cuts ein, auf der Michael Gershima anstelle von Steve Riley am Schlagzeug saß. Als die verbliebenen Bandmitglieder auch Gründer Tracii Guns feuerten, lösten sich die L.A. Guns auf.

### Jahre der häufigen Veränderung (1995–2001)
Tracii Guns reformierte 1995 die Band für das Album Vicious Circle und die Zeit der großen Besetzungswechsel begann. Die erste Besetzung, Lewis, Guns, Cripps, Nickels und Riley, hielt nicht lange. Als einzige Konstante blieben über die nächsten Jahre Gitarrist Tracii Guns und Drummer Steve Riley. Sieben weitere Alben mit vier weiteren Sängern (von denen der bekannteste wohl Ex-Love/Hate-Sänger Jizzy Pearl ist), drei verschiedenen Bassisten und diversen zweiten Gitarristen trugen nicht unbedingt zum Erfolg der Band bei.

### Zersplitterung und Festigung (seit 2002)

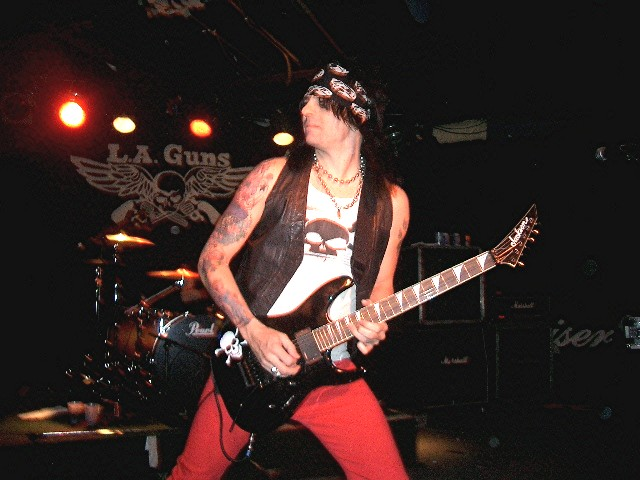
Stacey Blades, L.A.-Guns-Gitarrist, 2008

2002 verließ Tracii Guns die Band. Zusammen mit Mötley-Crüe-Bassist Nikki Sixx veröffentlichte er mit der Band Brides of Destruction das Album Here Come the Brides, gefolgt von ausgedehnten Tourneen durch Amerika und Europa.
Allerdings versäumte es Bandleader Phil Lewis, sich die Namensrechte für die Band zu sichern, was dazu führte, dass Tracii Guns – mit dem Lewis zerstritten war – den Bandnamen mithin für eigene Live-Auftritte verwendete. Mit auf dieser Tour war in der Folgezeit unter anderen Ex-L.A.-Guns-Sänger Paul Black, der mit „Jo Dog“ – Ex-Gitarrist von The Dogs D’Amour – ein Soloalbum veröffentlichte (Sun Down and Yellow Moon).
Das L.A.-Guns-Line-up, bestehend aus Sänger Phil Lewis, dem seit 2004 eingesetzten neuen Gitarristen Stacey Blades, Bassist Adam Hamilton und Schlagzeuger Steve Riley, veröffentlichte 2004 das Coveralbum Rips the Covers Off und 2005 Tales from the Strip. Sie tourten in der Folgezeit sowohl durch die Vereinigten Staaten als auch durch Europa, bevor Bassist Adam Hamilton im Frühjahr 2006 seine Bandmitarbeit unterbrach, um als Produzent und Studiomusiker tätig zu werden. Während der Liveauftritte wurde er durch Scott Griffin ersetzt.
2005 wurde von Ex-L.A.-Guns-Sänger Paul Black das Live-Album The Black List veröffentlicht, das Demo-Aufnahmen aus der Frühzeit der Gruppe mit der Besetzung Paul Black, Tracii Guns, Robert Stoddard, Nickey Alexander und Mick Cripps enthält.
2007 wurde Bassist Adam Hamilton endgültig durch Scott Griffin ersetzt.
2010 veröffentlichte die Band das Album Covered in Guns, auf dem Adam Hamilton wieder den Bass-Part übernahm. Mit von der Partie waren bei der Produktion des Albums – das unter anderen Coverversionen von Arrows, Buckcherry und Blue Öyster Cult enthält – neben Bandleader Phil Lewis sowie dem langjährigen L.A.-Guns-Schlagzeuger Steve Riley ebenso Stacey Blades. Trotz der Zersplitterung der Gruppe im Jahre 2002 scheint sie sich seitdem um Phil Lewis in ihrer teilweise neuen Besetzung stabilisiert zu haben.
Ebenfalls 2010 kam das Live-Album A Night on the Strip auf den Markt. Die dort enthaltenen Aufnahmen stammen von einem Konzert auf dem Sunset Strip, das am 7. Oktober 1999 stattfand.
Nachdem 2011 die prägenden Mitglieder Jeremy Guns (Bass) und Chad Stewart (Schlagzeug) aus der Band ausgeschieden waren, löste Tracii Guns 2012 seine Version der L.A. Guns auf. Zuletzt bestand sie außer ihm nur aus neuen Mitgliedern.
2012 verließ Stacey Blades die Band und wurde durch Michael Grant ersetzt. 2014 wurde Scott Griffin gefeuert und durch Kenny Kweens ersetzt, der diesen bereits von 2009 bis 2011 vertreten hatte.
Zwar lehnt Tracii Guns eine Rückkehr zu den L.A. Guns aufgrund mangelnden Interesses ab, jedoch stand Phil Lewis am 29. April 2015 mit Guns’ neuer Band GUNZO in Las Vegas als Gastsänger auf der Bühne und sang mit ihnen den L.A.-Guns-Klassiker The Ballad of Jayne.

## Diskografie

### Studioalben
| Jahr | Titel              | Höchstplatzierung, Gesamtwochen, AuszeichnungChartplatzierungen (Jahr, Titel, Platzierungen, Wochen, Auszeichnungen, Anmerkungen) | Höchstplatzierung, Gesamtwochen, AuszeichnungChartplatzierungen (Jahr, Titel, Platzierungen, Wochen, Auszeichnungen, Anmerkungen) | Höchstplatzierung, Gesamtwochen, AuszeichnungChartplatzierungen (Jahr, Titel, Platzierungen, Wochen, Auszeichnungen, Anmerkungen) | Höchstplatzierung, Gesamtwochen, AuszeichnungChartplatzierungen (Jahr, Titel, Platzierungen, Wochen, Auszeichnungen, Anmerkungen) | Höchstplatzierung, Gesamtwochen, AuszeichnungChartplatzierungen (Jahr, Titel, Platzierungen, Wochen, Auszeichnungen, Anmerkungen) | Anmerkungen                           |
| Jahr | Titel              | DE | AT | CH | UK | US | Anmerkungen                           |
| ---- | ------------------ | --- | --- | --- | --- | --- | ------------------------------------- |
| 1988 | L.A. Guns          | — | — | — | UK73 (1 Wo.)UK | US50 Gold · (33 Wo.)US | Erstveröffentlichung: 4. Januar 1988  |
| 1989 | Cocked & Loaded    | — | — | — | UK45 (2 Wo.)UK | US38 Gold · (56 Wo.)US | Erstveröffentlichung: 22. August 1989 |
| 1991 | Hollywood Vampires | — | — | CH28 (2 Wo.)CH | UK44 (1 Wo.)UK | US42 (18 Wo.)US | Erstveröffentlichung: 25. Juni 1991   |

Weitere Veröffentlichungen
- 1995: Vicious Circle
- 1996: American Hardcore
- 1999: Shrinking Violet
- 2001: Man in the Moon
- 2002: Waking the Dead
- 2004: Rips the Cover Off
- 2005: Tales from the Strip
- 2010: Covered in Guns
- 2012: Hollywood Forever
- 2017: The Missing Peace
- 2019: The Devil You Know[11]
- 2021: Checkered Past
- 2023: Black Diamonds

Livealben und Kompilationen
- 1992: Live Vampires (Live)
- 1997: Hollywood Rehearsals 1987–1992
- 1999: Greates Hits and Black Beauties
- 2000: Cocked and Re-Loaded
- 2000: A Nite on the Strip (Live)
- 2003: Golden Bullets (Best of)
- 2005: The Black List
- 2006: The Very Best of L.A. Guns
- 2006: Loud & Dangerous (Live)
- 2010: A Night on the Strip (Live)

### Singles
| Jahr | Titel Album                         | Höchstplatzierung, Gesamtwochen, AuszeichnungChartplatzierungen (Jahr, Titel, Album, Platzierungen, Wochen, Auszeichnungen, Anmerkungen) | Höchstplatzierung, Gesamtwochen, AuszeichnungChartplatzierungen (Jahr, Titel, Album, Platzierungen, Wochen, Auszeichnungen, Anmerkungen) | Höchstplatzierung, Gesamtwochen, AuszeichnungChartplatzierungen (Jahr, Titel, Album, Platzierungen, Wochen, Auszeichnungen, Anmerkungen) | Höchstplatzierung, Gesamtwochen, AuszeichnungChartplatzierungen (Jahr, Titel, Album, Platzierungen, Wochen, Auszeichnungen, Anmerkungen) | Höchstplatzierung, Gesamtwochen, AuszeichnungChartplatzierungen (Jahr, Titel, Album, Platzierungen, Wochen, Auszeichnungen, Anmerkungen) | Anmerkungen                         |
| Jahr | Titel Album                         | DE | AT | CH | UK | US | Anmerkungen                         |
| ---- | ----------------------------------- | --- | --- | --- | --- | --- | ----------------------------------- |
| 1990 | The Ballad of Jayne Cocked & Loaded | — | — | — | UK53 (3 Wo.)UK | US33 (22 Wo.)US | Erstveröffentlichung: März 1990     |
| 1991 | Some Lie 4 Love Hollywood Vampires  | — | — | — | UK61 (1 Wo.)UK | — | Erstveröffentlichung: November 1991 |
| 1992 | It’s Over Now Hollywood Vampires    | — | — | — | — | US62 (11 Wo.)US | Erstveröffentlichung: Februar 1992  |

Weitere Singles
- 1988: One More Reason
- 1991: Over the Edge
- 1992: Cuts (EP)
- 1998: Wasted (EP)

## Videoalben
- 1990: One More Reason (US: Gold)